# 東大阪市立長瀬北小学校
東大阪市立長瀬北小学校（ひがしおおさかしりつ ながせきたしょうがっこう）は、大阪府東大阪市吉松にある公立小学校。

## 沿革
- 1887年（明治20年）4月1日 - 柏田尋常小学校開校。
- 1908年（明治41年）3月 - 長瀬尋常高等小学校と改称。
- 1937年（昭和12年）4月1日 - 布施市立長瀬第一尋常高等小学校と改称。
- 1941年（昭和16年）4月1日 - 布施市立長瀬第一国民学校と改称。
- 1947年（昭和22年）4月1日 - 布施市立長瀬第一小学校と改称。
- 1967年（昭和42年）2月1日 - 東大阪市が誕生し、東大阪市立長瀬第一小学校に改称。
- 1967年（昭和42年）4月1日 - 東大阪市立長瀬北小学校に改称。

## 通学区域
- 柏田東町、衣摺1丁目、長瀬町1丁目、長瀬町2丁目、長瀬町3丁目、吉松1丁目、吉松2丁目[1]

## 進路状況
ほとんどの児童は東大阪市立金岡中学校へ進学するが、国私立中学校へ進学する児童もいる。